# 폴라린 발로건
폴라린 제리 발로건 (Folarin Jerry Balogun, 2001년 7월 3일 ~ )는 미국의 축구 선수이며, 프랑스 리그 1의 모나코에서 스트라이커로 뛰고 있다.